# Grupo fotográfico Les XV
Les XV fue una asociación creada en 1946 con el objetivo de promover la fotografía como arte al tiempo que reclamaba la preservación del patrimonio fotográfico francés.
El grupo fotográfico es una continuación del grupo Le Rectangle fundado en 1936 por Emmanuel Sougez, René Servant y Pierre Jahan y que aglutinaba un buen número de fotógrafos franceses que se dedicaban a la ilustración, sin embargo la llegada de la Segunda Guerra Mundial puso fin a su actividad y en 1946 se produjo una refundación con el nombre de Les XV ya que siempre lo formaban quince fotógrafos aunque incorporaría después a nuevos fotógrafos a cambio de otros. 
Bajo la presidencia de André Garban el grupo se reunía en el estudio fotográfico de André Garban en la calle Bourdaloue, cerca de la iglesia de Notre Dame de Lorette. Entre 1946 y 1957 organizaba una exposición anual en varios lugares, como la galería Pascaud, el bulevar Haussmann, el Círculo de la biblioteca, el bulevar Saint-Germain o la galería Mirador de la Plaza Vendome. Desde 1946 André Garban también organizaba la Exposición Nacional de Fotografía en la galería de Mansart de la Biblioteca Nacional de Francia. En 1982 se realizó una exposición titulada Paris 1950 photographié par le Groupe des XV que recogía una visión de la ciudad ofrecida por los fotógrafos profesionales que formaban el grupo.
Entre los fotógrafos que participaron se encuentran:
| - Marcel Amson - Jean Marie Auradon - Marcel Bovis - Louis Caillaud - Yvonne Chevallier - Jean Dieuzaide - Robert Doisneau - André Garban - Édith Gérin - René-Jacques (René Giton) - Pierre Jahan | - Henri Lacheroy - Therese Le Prat - Lucien Lorelle - Daniel Masclet - Philippe Pottier - Willy Ronis - Jean Séeberger - René Servant - Louis-Victor Emmanuel Sougez - François Tuefferd |